# Minbar
För andra betydelser, se Minbar (programvara).

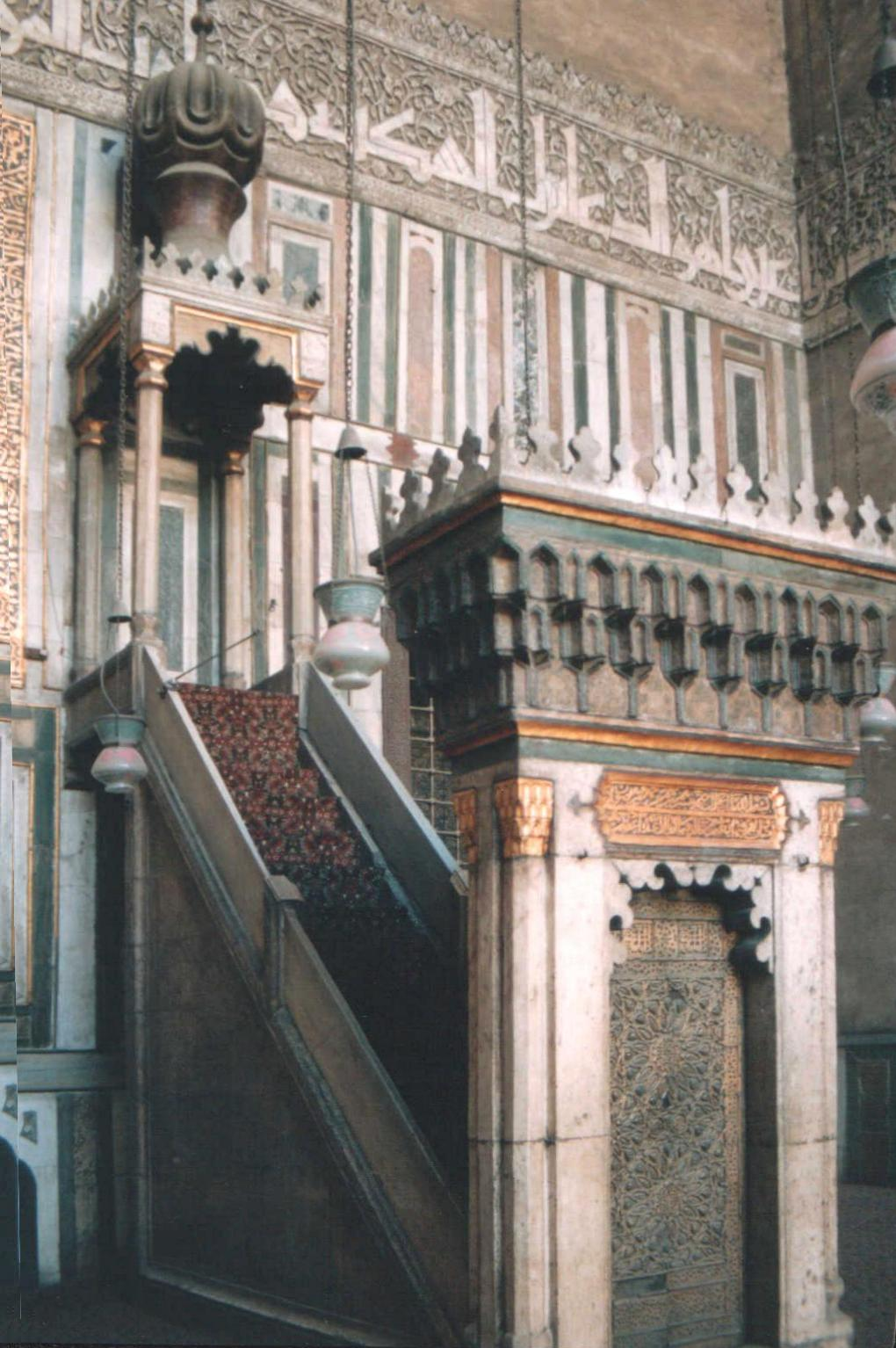
Minbar i Sultan Hassans moské i Kairo, Egypten

Minbar (arabiska منبر), även mimbar, är den höga predikstol eller det podium i en moské som är placerad till höger om nischen i väggen som vetter mot Mecka (mihrab). Härifrån hålls predikan (khutba)  av moskéns  böneledare (imam)  vid den gemensamma fredagsbönen.